# Faustine Bollaert
Pour les articles homonymes, voir Bollaert.
Faustine Bollaert, née le 20 mars 1979 à Paris, est une journaliste, animatrice de radio et de télévision française.
Elle travaille pour les chaînes du groupe M6 et celles de France Télévisions, ainsi que pour Europe 1, RTL et France Bleu.

## Biographie

### Formation et débuts médiatiques: dePremiers BaisersàLoft Story
Faustine Faraggi dite Faustine Bollaert (du nom de sa mère), a suivi des études de journalisme à l'Institut supérieur de la communication, de la presse et de l'audiovisuel (ISCPA) de Paris[réf. nécessaire].
Elle a fait sa première apparition à l'écran comme figurante dans la série télévisée Premiers Baisers en 1995.
Au début des années 2000, elle a participé à l'audition du Morning Live avec Michaël Youn sans être retenue.
En 2002, elle débute dans la presse écrite comme journaliste pour le magazine hebdomadaire Télé 7 jours. Elle infiltre à cette occasion l'audition de l'émission de téléréalité de M6 Loft Story 2 comme candidate mystère, pour le compte du journal. Elle faisait partie des vingt derniers candidats lorsqu'elle a été démasquée.

### Entre Morandini et Michel Drucker (2002-2010)
Durant les après-midi de l'été 2002, elle fait sa première expérience télévisuelle sur France 3 comme chroniqueuse dans l'émission Côté vacances animée par Alexandre Devoise. L'été suivant, sur la même chaîne, elle co-anime avec Stéphane Basset le jeu Décrochez vos vacances tous les jours en direct, puis enchaîne les chroniques pour diverses émissions télévisées sur d'autres chaînes. Elle est notamment chroniqueuse, avec Audrey Dana, dans Culture Pub présentée par Christian Blachas le dimanche soir en deuxième partie de soirée sur M6.
En 2004, elle rejoint Jean-Marc Morandini sur Europe 1 et devient journaliste pour la rubrique télévision de l'hebdomadaire people Closer.
En septembre 2005, elle est présente aux côtés de Michel Drucker dans l'émission Vivement dimanche prochain..., diffusée de 18 h 50 à 19 h 45 sur France 2, en faisant un « papier » sur l'invité, et tient une rubrique sur Internet en 2009. Cette émission, très suivie, la révèle à un large public. Devenue une valeur montante de la télévision française, elle reçoit des propositions de chaînes privées.

### De W9 à M6 (2010-2017)
En avril 2010, elle quitte ainsi France Télévisions pour aller présenter une émission de télé-réalité, intitulée Dilemme sur W9 et produite par Alexia Laroche-Joubert. L'émission reçoit un accueil médiatique très critique, malgré des audiences convenables pour la chaîne. Le programme ne connait finalement qu'une seule et brève saison, diffusée entre mai et juillet 2010. Lors de la 5e cérémonie des Gérard de la télévision, elle est nommée à 3 reprises et remporte l'ensemble des récompenses dans les catégories pour lesquelles elle est citée.
Le groupe M6 la propulse alors dans la chaîne mère du groupe : l'animatrice se voit confier la présentation du magazine people Accès privé le samedi après-midi sur M6 en 2011-2012, tout d'abord pendant le congé de maternité de Virginie Guilhaume, puis officiellement à la suite du départ de celle-ci de M6 sur France 2.
Faustine Bollaert quitte momentanément Europe 1 puis y revient en septembre 2011, en tant que chroniqueuse dans l'émission Faites entrer l'invité, animée par Michel Drucker.
Sur M6, de septembre 2012 à juin 2014, elle succède à Estelle Denis à la présentation de 100 % Mag, entourée de chroniqueurs. En novembre et décembre 2012, elle présente Le Meilleur Pâtissier sur la même chaîne, une émission culinaire diffusée le lundi à 20h50. Elle est épaulée par Cyril Lignac et Mercotte. Elle présente également la suite de cette émission, Le Meilleur Pâtissier, à vos fourneaux diffusée le même jour à 23 heures. Elle assure ensuite la présentation des saisons 2 à 5 de l'émission, en 2013, 2014, 2015 et 2016.
En septembre 2014, elle anime en prime-time, avec Guillaume Pley, le télé-crochet de M6, Rising Star, initialement sur une période de seize semaines. Cependant, en raison d'une baisse rapide des audiences, M6 décide d'écourter le programme et la finale a lieu deux semaines plus tôt que prévu.
Début 2015, elle co-anime avec plusieurs animateurs de M6 et W9 des émissions consacrées au 30 ans du Top 50 en plusieurs thèmes. Ces soirées spéciales ont été enregistrées en public au Palais des Sports de Paris.
En septembre 2015, elle rejoint la radio France Bleu pour animer chaque week-end Je suis d'où je viens, une émission d'entretiens de personnalités.
Entre 2015 et 2017, elle anime des émissions sur le Groupe M6 (M6, W9 et 6ter) dans divers domaines (émissions pour la jeunesse, divertissement, magazine de découvertes) mais son départ du groupe se profile pour la rentrée 2017.

### Retour à France Télévisions (depuis 2017)
Elle arrive sur France 2 pour présenter, à partir du 28 août 2017, tous les jours à 13h50, l'émission testimoniale Ça commence aujourd'hui. À partir du 2 septembre 2019, elle présente une émission dérivée, Ça commence aujourd'hui, des nouvelles de nos invités, entre 10 h 30 et 11 h 15.
En décembre 2017, elle participe à l'animation de la 31e édition du Téléthon, en présentant l'émission « 31e édition - Exploit ! » aux côtés de Bruno Guillon et de la marraine Zazie, sur France 5. Elle anime Mon joyeux Noël sur France 4 en première partie de soirée.
En juillet 2018, elle présente en première partie de soirée sur France 2, avec Yves Camdeborde, À table ! Mangez sain, dépensez moins, une émission qui se penche sur les habitudes alimentaires des Français et qui donne à la fois des conseils diététiques et pratiques.
Depuis septembre 2018, elle présente sur France 4 l'émission Il était une fois entourée de chroniqueurs. Dans chaque numéro, l'animatrice retrace une année avec un(e) invité(e).
À partir du 18 octobre 2019, elle présente, en prime-time sur France 3, La Boîte à secrets, où elle reçoit trois personnalités qui vont confier leurs plus grands secrets personnels et professionnels.
En 2023, elle est élue personnalité télévisée préférée des français par TV Magazine. Elle succède à Jean-Luc Reichmann, et devient la première femme à prendre la première place du classement. Elle est réélue à la première place en 2024.

### YouTube (depuis 2023)
En 2023, Faustine Bollaert présente une émission sur YouTube appelée Safe Zone où elle interview des personnalités d'internet,.

## Vie privée
En couple avec l'écrivain Maxime Chattam, elle donne naissance le 18 juillet 2013 à leur fille, Abbie, et le 24 juillet 2015 à leur fils, Peter. En 2025, elle annonce leur séparation.  
Par ailleurs, elle est la petite-fille de l'aviateur André Faraggi. Elle est aussi l'arrière-petite-nièce de Félix Bollaert.

## Presse
- De 2002 à 2005 : journaliste pour le magazine Télé 7 jours
- Depuis 2005 : collaboratrice pour le magazine Closer
- En 2021, elle participe à la fondation du magazine bimestriel Entre nous édité par Reworld Media. Un magazine à son image, qui propose aux lecteurs des témoignages, des histoires et des parcours de vie. Le premier numéro, sorti en kiosque le 4 juin 2021, accueille Marc Lavoine pour son premier « grand entretien » et présente notamment le parcours de Papa Drag qui a participé à la saison 10 de The Voice.

## Activités audiovisuelles

### Radio
- Chroniqueuse dans l'émission Le Grand Direct des médias, sur Europe 1, avec Jean-Marc Morandini[Quand ?]
- 2007 : animatrice de l'émission Faut qu'on en parle, sur Europe 1
- 2008-2011 : animatrice de l'émission Et si c'était ça le bonheur ?, sur Europe 1
- 2011-2012 : chroniqueuse dans l'émission Faites entrer l'invité, sur Europe 1, avec Michel Drucker
- 2015-2016 : animatrice de l'émission Je suis d'où je viens, sur France Bleu
- Depuis 2024 : animatrice de l'émission quotidienne Héros sur RTL[18]

### Télévision

#### Animatrice / chroniqueuse
- 2001 : chroniqueuse assistante de Stéphane Bern dans la collection des documentaires sur la Renaissance
- 2002 : Côté vacances présentée par Alexandre Devoise sur France 3 : chroniqueuse
- 2003 : Décrochez vos vacances sur France 3 : coanimatrice au côté de Stéphane Basset
- 2004 : chroniqueuse aux Jeux olympiques d'Athènes sur France Télévisions
- 2006 : Morandini ! présentée par Jean-Marc Morandini sur Direct 8 et sur Match TV : chroniqueuse
- 2005 - 2006 : Culture pub présentée par Christian Blachas et Thomas Hervé sur M6 : chroniqueuse
- 2005 - 2006 : La Télé de Sébastien sur France 2 présentée par Patrick Sébastien : chroniqueuse
- 2006 - 2010 : Vivement dimanche prochain présentée par Michel Drucker sur France 2 : chroniqueuse
- 2008 - 2009 : Garde à vue sur 13e rue  : présentatrice
- 2010 : Dilemme sur W9 : animatrice
- 2010 : Le Bêtisier des stars sur M6 : animatrice
- 2010 : Le Meilleur des tubes sur W9 : animatrice
- 2011 : Vies croisées sur W9 : présentatrice
- 2011 - 2012 : Accès privé sur M6 : présentatrice
- 2011 : Cauchemar en cuisine sur W9
- 2012 - 2014 : 100 % Mag sur M6 : présentatrice
- 2012 - 2016 : Le Meilleur Pâtissier et Le Meilleur Pâtissier, à vos fourneaux sur M6 : animatrice
- 2014 : Rising Star sur M6 : coanimatrice avec Guillaume Pley
- 2014 : Les 30 ans du Top 50 sur M6/W9 : coanimatrice
- 2015 : Incroyable championnat sur W9 : présentatrice
- 2015 : Urgences animaux sur W9 : présentatrice
- 2016 : Disney Party sur M6
- 2016 : SuperKids sur M6 puis W9 : coanimatrice avec Stéphane Rotenberg
- 2016 : Chiens contre chats sur M6 : coanimatrice avec Mac Lesggy
- 2016 - 2017 : Départ immédiat sur 6ter : présentatrice
- Depuis 2017 : Ça commence aujourd'hui sur France 2 : présentatrice
- 2017 : Mon joyeux Noël sur France 4 : présentatrice
- 2018-2019 : À table ! Mangez sain, dépensez moins sur France 2 : présentatrice avec Yves Camdeborde
- 2018 : Il était une fois sur France 4 : animatrice
- 2018 : Téléthon sur France 2
- Depuis 2019 : La Boîte à secrets sur France 3 : animatrice
- 2019-2020 : Ça commence aujourd'hui, des nouvelles de nos invités sur France 2
- 2019 : La chanson française fête le 31 sur France 2: animatrice avec Sophie Davant et Daphné Bürki
- 2020 : Les Victoires de la musique sur France 2
- 2020 : Ensemble pour nos soignants sur France 2 avec Samuel Étienne
- 2020 : Tous ensemble pour Noël sur France 2 avec Olivier Minne
- 2021 : 14 juillet ensemble sur France 2
- 2021 : Voyage au centre de la mémoire sur France 2 avec Michel Cymes
- 2021-2022 : Les temps changent sur France 2
- Depuis 2021 : Prodiges sur France 2
- 2022 : Symphonie pour la vie sur France 3 avec Gautier Capuçon
- 2022 : Un flirt & une danse sur France 2
- 2023 : Prodiges Pop sur France 2
- 2023 : Harcèlement scolaire : briser le silence sur France 2
- 2023 : Ça vaut le coup sur France 2
- 2025 : Mieux dans ma tête - Parlons santé mentale sur France 2 avec Jimmy Mohamed

#### Actrice
- 2023 : Un gars, une fille (au pluriel), téléfilm sur TF1 : Une fille

#### Participante
- 2008 : Fort Boyard sur France 2
- 2009 : La Porte ouverte à toutes les fenêtres sur France 4
- 2012 : Pékin Express présentée par Stéphane Rotenberg sur M6 : participante en tant que « passager mystère » lors d'un numéro
- 2017 : Tout le monde a son mot à dire sur France 2
- 2020 : Boyard Land sur France 2

## Internet
- Depuis 2023 : Safe Zone, diffusé sur YouTube, produit avec Newen Digital[19]

## Publications
- À table ! Mangez sain, dépensez moins, avec Yves Camdeborde, éd. Michel Lafon, 2019  (ISBN 9782749941035)[20]
- Ça commence aujourd'hui, Harper Collins, 2022  (ISBN 9791033913337)[21]